# الدوري البلغاري الممتاز 1959-60
الدوري البلغاري الممتاز 1959-60 (بالبلغارية: „А“ група 1959/60)‏ هو الموسم 36 من الدوري البلغاري الممتاز. أقيم خلال الفترة 14 أغسطس 1959 وحتى 2 يوليو 1960، وأشرف على تنظيمه اتحاد بلغاريا لكرة القدم، وكان عدد الأندية المشاركة فيه 12، وفاز فيه سسكا صوفيا.